# Viroqua, Wisconsin
Viroqua là một thành phố thuộc quận Vernon, tiểu bang Wisconsin, Hoa Kỳ. Năm 2000, dân số của thành phố này là 4335 người.